# Арни (Берн)
Арни (нем. Arni BE) — коммуна в Швейцарии, в кантоне Берн.
Входит в состав округа Конольфинген. Население составляет 973 человека (на 31 декабря 2006 года). Официальный код — 0602.

## Города-побратимы
- Паков (Чехия)